# Немачка на Светском првенству у атлетици на отвореном 2019.
Немачка је на 17. Светском првенству у атлетици на отвореном 2019. одржаном у Дохи од 27. септембра до 6. октобра учествовала петнаести пут под овим именом, односно учествовала је на свим првенствима од Светског првенства 1991. у Токију до данас. Репрезентацију Немачке је представљало 65 такмичара (35 мушкараца и 30 жена) у 32 дисциплину (14 мушких, 17 женских и 1 мешовита).,
На овом првенству Немачка је освојила 6 медаља, 2 златне и 4 бронзане. Овим успехом Немачка атлетска репрезентација је у укупном пласману заузела 7 место. У табели успешности према броју и пласману такмичара који су учествовали у финалним такмичењима (првих 8 такмичара) Немачка је са 18 финалиста заузела 7. место са освојених 69 бодова.
| Плас. | Земља   | 1. место | 2. место | 3. место | 4. место | 5. место | 6. место | 7. место | 8. место | Бр. финал. | Бод. |
| ----- | ------- | -------- | -------- | -------- | -------- | -------- | -------- | -------- | -------- | ---------- | ---- |
| 7.    | Немачка | 2        | 0        | 4        | 3        | 1        | 2        | 1        | 2        | 15         | 69   |

## Учесници
| Мушкарци: - Стивен Милер — 200 м - Марк Ројтер — 800 м - Амос Бартелсмајер — 1.500 м - Сем Парсонс — 5.000 м - Рихард Рингер — 5.000 м - Лук Кембел — 400 м препоне - Kонстантин Прајс — 400 м препоне - Мартин Грау — 3.000 м препреке - Карл Бебендорф — 3.000 м препреке - Јулијис Ројс — 4×100 м - Јосхуа Хартман — 4×100 м - Рој Шмит — 4×100 м - Марвин Шулте — 4×100 м - Марвин Шлегел — 4х400 м (м+ж) - Мануел Сандерс — 4х400 м (м+ж) - Кристофер Линке — 20 км ходање - Хаген Поле — 20 км ходање - Нилс Брембах — 20 км ходање - Карл Доман — 50 км ходање - Џонатан Хилберт — 50 км ходање - Натанил Сајлер — 50 км ходање - Матеуш Пжибилко — Скок увис - Рафаел Холцдепе — Скок мотком - Бо Канда Лита Бахре — Скок мотком - Торбен Блех — Скок мотком - Мартин Вириг — Бацање диска - Кристоф Хартинг — Бацање диска - Дејвид Вробел — Бацање диска - Јоханес Фетер — Бацање копља - Јулиан Вебер — Бацање копља - Андреас Хофман — Бацање копља - Томас Релер — Бацање копља - Никлас Каул — Десетобој - Тим Новак — Десетобој - Кај Казмирек — Десетобој | Жене: - Татјана Пинто — 100 м, 200 м - Ђина Лукенкемпер — 100 м, 4×100 м - Лиса-Мари Кваји — 200 м, 4×100 м - Јесика-Бјанка Весоли — 200 м, 4×100 м - Катарина Трост — 800 м - Кристина Херинг — 800 м - Катерина Гранц — 1.500 м - Констанце Клостерхалфен — 5.000 м - Хана Клајн — 5.000 м - Алина Рех — 10.000 м - Синди Роледер — 100 м препоне - Каролина Крафцик — 400 м препоне - Геза Фелицитас Краузе — 3.000 м препреке - Јасмин Квадво — 4×100 м - Луна Булман — 4х400 м (м+ж) - Каролина Палич — 4х400 м (м+ж) - Saskia Feige — 20 км ходање - Имке Онен — Скок увис - Кристина Хонсел — Скок увис - Лиза Рицих — Скок мотком - Катарина Бауер — Скок мотком - Малајка Михамбо — Скок удаљ - Кристина Шваниц — Бацање кугле - Сара Гамбета — Бацање кугле - Алина Кенцел — Бацање кугле - Надин Милер — Бацање диска - Клаудин Вита — Бацање диска - Кристин Пуденц — Бацање диска - Кристин Хусонг — Бацање копља - Аника Мари Фукс — Бацање копља |  |

## Освајачи медаља (6)

### Злато (2)
- Никлас Каул — Десетобој
- Малајка Михамбо — Скок удаљ

### Бронза (4)
- Јоханес Фетер — Бацање копља
- Констанце Клостерхалфен — 5.000 м
- Геза Фелицитас Краузе — 3.000 м препреке
- Кристина Шваниц — Бацање кугле

## Резултати

### Мушкарци
| Атлетичар                                          | Дисциплина       | Лични рекорд | Предтакмичење     | Предтакмичење     | Квалификације         | Квалификације        | Полуфинале            | Полуфинале            | Финале                | Финале       | Детаљи |
| Атлетичар                                          | Дисциплина       | Лични рекорд | Резултат          | Место             | Резултат              | Место                | Резултат              | Место                 | Резултат              | Место        | Детаљи |
| -------------------------------------------------- | ---------------- | ------------ | ----------------- | ----------------- | --------------------- | -------------------- | --------------------- | --------------------- | --------------------- | ------------ | ------ |
| Стивен Милер                                       | 200 м            | 20,42        |                   |                   | 20,69                 | 6. у гр. 6           | Нису се квалификовали | Нису се квалификовали | Нису се квалификовали | 34 / 50 (53) |        |
| Марк Ројтер                                        | 800 м            | 1:45,22      | 1:47,31           | 6. у гр. 2        | 33 / 44 (46)          |                      | Нису се квалификовали | Нису се квалификовали | Нису се квалификовали |              |        |
| Амос Бартелсмајер                                  | 1.500 м          | 3:31,98      | 3:36,29 КВ        | 6. у гр. 1        | 3:37,74               | 11. у гр. 2          | Нису се квалификовали | 20 / 41 (45)          |                       |              |        |
| Сем Парсонс                                        | 5.000 м          | 13:22,32     | 13:38,53          | 13. у гр. 2       |                       |                      | Нису се квалификовали | 24 / 35 (39)          |                       |              |        |
| Рихард Рингер                                      | 5.000 м          | 13:10,94     | 13:49,20          | 16. у гр. 1       | 30 / 35 (39)          |                      | Нису се квалификовали |                       |                       |              |        |
| Лук Кембел                                         | 400 м препоне    | 49,14        | 50,20 КВ          | 4. у гр. 2        | 50,00 (.995)          | 6. у гр. 2           | Нису се квалификовали | 21 /39 (41)           |                       |              |        |
| Kонстантин Прајс                                   | 400 м препоне    | 49,23        | 50,93             | 7. у гр. 5        | Није се квалификовао  | Није се квалификовао | Није се квалификовао  | 31 / 35 (39)          |                       |              |        |
| Мартин Грау                                        | 3.000 м препреке | 8:24,29      | 8:26,79 ЛРС       | 10. у гр. 1       |                       |                      | Нису се квалификовали | 24 / 44 (46)          |                       |              |        |
| Карл Бебендорф                                     | 3.000 м препреке | 8:27,52      | 8:32,58           | 10. у гр. 2       | 31 / 44 (46)          |                      | Нису се квалификовали |                       |                       |              |        |
| Јулијан Ројс, Јосхуа Хартман Рој Шмит Марвин Шулте | 4 х 100 м        | 38,02 НР     | 38,24 (.235) НРС  | 7. у гр. 2        | 12 / 13 (16)          |                      | Нису се квалификовали |                       |                       |              |        |
| Кристофер Линке                                    | 20 км ходање     | 1:18:42      |                   |                   |                       |                      |                       |                       | 1:27:19               | 4 / 50 (61)  |        |
| Хаген Поле                                         | 20 км ходање     | 1:19:58      | 1:32:20           | 17 / 58 (64)      |                       |                      |                       |                       |                       |              |        |
| Нилс Брембах                                       | 20 км ходање     | 1:20:42      | Није завршио трку | Није завршио трку |                       |                      |                       |                       |                       |              |        |
| Карл Доман                                         | 50 км ходање     | 3:45:21      | 4:10:22           | 7 / 33 (49)       |                       |                      |                       |                       |                       |              |        |
| Џонатан Хилберт                                    | 50 км ходање     | 3:51:22      | 4:30:43           | 23 / 33 (49)      |                       |                      |                       |                       |                       |              |        |
| Натанил Сајлер                                     | 50 км ходање     | 3:54:08      | Није завршио трку | Није завршио трку |                       |                      |                       |                       |                       |              |        |
| Матеуш Пжибилко                                    | Скок увис        | 2.35         |                   |                   | 2,17                  | 16. у гр. Б          |                       |                       | Није се квалификовао  | 30 / 30 (31) |        |
| Рафаел Холцдепе                                    | Скок мотком      | 5,94         | 5,75 КВ           | 4. у гр. Б        | 5,70                  | 6 / 29 (33)          |                       |                       |                       |              |        |
| Бо Канда Лита Бахре                                | Скок мотком      | 5,72         | 5,70 кв           | 6. у гр. Б        | 5,70                  | 4 / 29 (33)          |                       |                       |                       |              |        |
| Торбен Блех                                        | Скок мотком      | 5,80         | 5,45              | 11. у гр. А       | Није се квалификовао  | 23 / 29 (33)         |                       |                       |                       |              |        |
| Мартин Вириг                                       | Бацање диска     | 68,33        | 63,65 кв          | 5. у гр. А        | 64,98                 | 8 / 32               |                       |                       |                       |              |        |
| Кристоф Хартинг                                    | Бацање диска     | 68,37        | 63,08             | 7. у гр. Б        | Нису се квалификовали | 14 / 32              |                       |                       |                       |              |        |
| Дејвид Вробел                                      | Бацање диска     | 65,98        | 62,34             | 7. у гр. А        | Нису се квалификовали | 16 / 32              |                       |                       |                       |              |        |
| Јоханес Фетер                                      | бацање копља     | 94,44 НР     | 89,35 КВ          | 1. у гр. А        | 85,37                 |                      |                       |                       |                       |              |        |
| Јулиан Вебер                                       | бацање копља     | 88,29        | 84,29 КВ          | 4. у гр. А        | 81,26                 | 6 / 30 (32)          |                       |                       |                       |              |        |
| Андреас Хофман                                     | бацање копља     | 92,06        | 80,06             | 13. у гр. Б       | Нису се квалификовали | 13 / 30 (32)         |                       |                       |                       |              |        |
| Томас Релер                                        | бацање копља     | 93,90        | 79,23             | 14. у гр. Б       | Нису се квалификовали | 23 / 30 (32)         |                       |                       |                       |              |        |

#### Десетобој
| Атлетичар    | Дисциплина | 100 м     | Даљ  | Кугла | Вис      | 400 м        | 110 м пр. | Диск      | Мотка   | Копље         | 1.500 м     | Укупно   | Пласман      | Белешка |
| ------------ | ---------- | --------- | ---- | ----- | -------- | ------------ | --------- | --------- | ------- | ------------- | ----------- | -------- | ------------ | ------- |
| Никлас Каул  | Резултат   | 11,27     | 7,19 | 15,10 | 2,02     | 48,48 ЛРС    | 14,64     | 49,20 ЛР  | 5,00 ЛР | 79,05 РПд, ЛР | 4:15,70 ЛРС | 8.691 ЛР |              |         |
| Никлас Каул  | Бодови     | 801       | 859  | 796   | 822      | 886          | 894       | 854       | 910     | 1.028         | 841         | 8.691 ЛР |              |         |
| Тим Новак    | Резултат   | 11,12 ЛРС | 7,07 | 14,69 | 2,02 ЛРС | 49,60 ЛРС    | 14,60 ЛРС | 45,02     | 4,90    | 56,76         | 4:22,18     | 8.122    | 10 / 19 (24) |         |
| Тим Новак    | Бодови     | 834       | 830  | 771   | 822      | 833          | 899       | 767       | 880     | 689           | 797         | 8.122    | 10 / 19 (24) |         |
| Кај Казмирек | Резултат   | 10,82 ЛРС | 7,26 | 14,30 | 2,05 ЛРС | 47,35 (.349) | НЗ        | 44,85 ЛРС | 5,20 ЛР | 60,08 ЛРС     | 4:49,16     | 7.414    | 17 / 19 (24) |         |
| Кај Казмирек | Бодови     | 901       | 876  | 747   | 850      | 941          | 0         | 764       | 972     | 739           | 624         | 7.414    | 17 / 19 (24) |         |

### Жене
| Атлетичарка                                                            | Дисциплина       | Лични рекорд | Квалификације     | Квалификације | Полуфинале            | Полуфинале            | Финале                | Финале             | Детаљи |
| Атлетичарка                                                            | Дисциплина       | Лични рекорд | Резултат          | Место         | Резултат              | Место                 | Резултат              | Место              | Детаљи |
| ---------------------------------------------------------------------- | ---------------- | ------------ | ----------------- | ------------- | --------------------- | --------------------- | --------------------- | ------------------ | ------ |
| Ђина Лукенкемпер                                                       | 100 м            | 10,95        | 11,29 (.282)      | 3. у гр. 1    | 11,30                 | 8. у гр. 1            | Нису се квалификовале | 20 / 46 (47)       |        |
| Татјана Пинто                                                          | 100 м            | 11,00        | 11,19 КВ          | 3. у гр. 2    | 11,29 (.282)          | 5. у гр. 3            | Нису се квалификовале | 18 / 46 (47)       |        |
| Татјана Пинто                                                          | 200 м            | 22,65        | 22,63 КВ, ЛР      | 1. у гр. 5    | 23,11 (.109)          | 7. у гр. 1            | Нису се квалификовале | 18 / 43 (48)       |        |
| Јесика-Бјанка Весоли                                                   | 200 м            | 22,89        | 23,10 кв          | 6. у гр. 4    | 23,37                 | 7. у гр. 2            | Нису се квалификовале | 21 / 43 (48)       |        |
| Лиса-Мари Кваји                                                        | 200 м            | 22,88        | 22,77 КВ, ЛР      | 3. у гр. 3    | 22,83                 | 5. у гр. 3            | Нису се квалификовале | 14 / 43 (48)       |        |
| Катарина Трост                                                         | 800 м            | 2:00,36      | 2:01,45 КВ        | 2. у гр. 3    | 2:01,77               | 7. у гр. 1            | Нису се квалификовале | 17 / 40 (41)       |        |
| Кристина Херинг                                                        | 800 м            | 1:59,41      | 2:03,15 (.142)    | 4. у гр. 1    | Нису се квалификовале | Нису се квалификовале | Нису се квалификовале | 19 / 40 (41)       |        |
| Катерина Гранц                                                         | 1.500 м          | 4:05,60      | 4:12,36           | 8. у гр. 2    | Нису се квалификовале | Нису се квалификовале | Нису се квалификовале | 31 / 35            |        |
| Констанце Клостерхалфен                                                | 5.000 м          | 14:26,76 НР  | 15:01,57(.569) КВ | 2. у гр. 2    |                       |                       | 14:28,43              |                    |        |
| Хана Клајн                                                             | 5.000 м          | 15:17,14     | 15:28,65          | 11. у гр. 1   | Није се квалификовала | 18 / 26 (29)          |                       |                    |        |
| Алина Рех                                                              | 10.000 м         | 31:19,87     |                   |               |                       |                       | Није завршила трку    | Није завршила трку |        |
| Синди Роледер                                                          | 100 м препоне    | 12,59        | 12,76 КВ, ЛРС     | 2. у гр. 1    | 12,86 (.854)          | 4. у гр. 1            | Нису се квалификовале | 11 / 36 (38)       |        |
| Каролина Крафцик                                                       | 400 м препоне    | 55,64        | 55,93 кв          | 5. у гр. 2    | 56,41                 | 8. у гр. 2            | Нису се квалификовале | 23 / 36 (39)       |        |
| Геза Фелицитас Краузе                                                  | 3.000 м препреке | 9:07,51 НР   | 9:18,82 КВ        | 3. у гр. 2    |                       |                       | 9:03,30 НР, ЛР        |                    |        |
| Лиза Мари Кваји, Јасмин Квадво, Јесика-Бјанка Весоли, Ђина Лукенкемпер | 4 х 100 м        | 41,37 НР     | 42,82 (.817) кв   | 2. у гр. 2    | 42,48                 | 6 / 13 (16)           |                       |                    |        |
| Saskia Feige                                                           | 20 км ходање     | 1:30:40      |                   |               |                       |                       | 1:37:14               | 11 / 39 (45)       |        |
| Имке Онен                                                              | Скок увис        | 1,96д        | 1,94 КВ           | 3. у гр. А    |                       |                       | 1,89                  | 9 / 29             |        |
| Кристина Хонсел                                                        | Скок увис        | 1,92         | 1,80              | 13. у гр. Б   | Нису се квалификовале | 27 / 29               |                       |                    |        |
| Лиза Рицих                                                             | Скок мотком      | 4,75д        | 4,60 КВ           | 9. у гр. А    | Нису се квалификовале | 20 / 24 (31)          |                       |                    |        |
| Катарина Бауер                                                         | Скок мотком      | 4,71         | Без пласмана      | Без пласмана  | Није се квалификовала | Није се квалификовала |                       |                    |        |
| Малајка Михамбо                                                        | Скок удаљ        | 7,16         | 6,98 КВ           | 1. у гр. Б    | 7,30 СРС, ЛР          |                       |                       |                    |        |
| Кристина Шваниц                                                        | Бацање кугле     | 20,77        | 18,52 КВ          | 4. у гр. Б    | 19,17                 |                       |                       |                    |        |
| Сара Гамбета                                                           | Бацање кугле     | 18,46        | 18,01             | 6. у гр. Б    | Нису се квалификовале | 13 / 27               |                       |                    |        |
| Алина Кенцел                                                           | Бацање кугле     | 18,21        | 17,46             | 10. у гр. Б   | Нису се квалификовале | 20 / 27               |                       |                    |        |
| Надин Милер                                                            | Бацање диска     | 68,89        | 62,93 кв          | 4. у гр. Б    | 61,55                 | 8 / 29 (30)           |                       |                    |        |
| Клаудин Вита                                                           | Бацање диска     | 66,64        | 62,31 кв          | 5. у гр. А    | 60,77                 | 9 / 29 (30)           |                       |                    |        |
| Кристин Пуденц                                                         | Бацање диска     | 68,49        | 63,35 КВ          | 3. у гр. А    | 57,69                 | 11 / 29 (30)          |                       |                    |        |
| Кристин Хусонг                                                         | Бацање копља     | 67,90        | 65,29 КВ          | 2. у гр. Б    | 65,21                 | 4 / 31                |                       |                    |        |
| Аника Мари Фукс                                                        | Бацање копља     | 63,68        | 58,16             | 12. у гр. А   | Није се квалификовала | 21 / 31               |                       |                    |        |

### Мешовито
| Атлетичари                                                              | Дисциплина | Лични рекорд | Квалификације | Квалификације | Полуфинале | Полуфинале | Финале                | Финале  | Детаљи |
| Атлетичари                                                              | Дисциплина | Лични рекорд | Резултат      | Место         | Резултат   | Место      | Резултат              | Место   | Детаљи |
| ----------------------------------------------------------------------- | ---------- | ------------ | ------------- | ------------- | ---------- | ---------- | --------------------- | ------- | ------ |
| Марвин Шлегел (м) Луна Булман (ж) Каролина Палич (ж) Мануел Сандерс (м) | 4 х 400 м  | 3:16,85 НР   | 3:17,85       | 7. у гр. 2    |            |            | Нису се квалификовали | 14 / 16 |        |